# AEIOU (portal)
AEIOU é um portal português lançado em 1996 pela empresa Caleida Comunicação Global Lda. Pertenceu entre 2006 e 2011 ao grupo Impresa, sendo sido nesse período administrada pela subsidiária AEIOU - Investimentos Multimédia SA. com sede no Porto.
Em janeiro de 2012 a equipa de gestão fez um MBO sobre o projecto e readquiriu o portal AEIOU, que é agora detido pela Cool Beans, Lda. 

## História
Em Janeiro de 1996 a Caleida Comunicação Global Lda tornou público o AEIOU.
Foi lançado com o propósito de catalogar todas as páginas portuguesas de Internet. Paralelamente, foram nascendo à sua volta novos conteúdos e serviços.
Em 2003 foi criada a empresa AEIOU - Investimentos Multimédia SA, tendo adquirido o Portal AEIOU.

### A integração na Impresa
No final do ano de 2006 um dos maiores grupos de comunicação português (o grupo Impresa) adquiriu o AEIOU através da sua dominada Media Zoom, passando a fazer parte da "sub-holding" do grupo a Impresa Digital. Mais tarde, em 2008, reforçou a sua posição.
Desde então, o AEIOU passou por algumas alterações e foram lançadas novas versões do portal, trazendo novidades ao nível de conteúdos e serviços disponibilizados, com enfoque na ligação à comunidade Web 2.0 e no conceito de personalização do portal pelo utilizador.
Passou a agregar os conteúdos do grupo Impresa, assumindo o papel de portal do grupo de Francisco Pinto Balsemão. A homepage do portal foi optimizada e reorganizada de modo a dar destaque às notícias provenientes dos vários meios do grupo, desde o Expresso à Visão, passando por títulos especializados como Blitz ou Turbo. O site da SIC passou a estar incluído no AEIOU, reforçando a componente de vídeo e entretenimento do portal.

### Relançamento do Xekmail
Em Fevereiro de 2008, o AEIOU relançou ainda o Xekmail, com 1 Gb de capacidade de espaço gratuito e 30 Mb de limite para cada e-mail. O webmail foi adquirido à empresa norte-americana Zimbra (detida pelo Yahoo!) e a solução foi adaptada para o AEIOU. O e-mail permite a programação de respostas automáticas, criação de filtros, múltiplas identidades ou a possibilidade de descarregar e-mail de outras contas. A versão paga do Xekmail disponibiliza 10 Gb de espaço.

### Compra do Olhares
Em Junho de 2008, a Impresa, através da sua participada AEIOU, chegou a acordo para a aquisição da empresa 7Graus, proprietária do site de fotografia online Olhares.com. A operação tem por objectivo desenvolver a “actividade de fotografia online” e fomentar a “estratégia de expansão internacional” do AEIOU. Para além de proprietária do Olhares.com, a 7Graus detém também o site de fotografia Zyeuter.com (para o mercado francófono) e estende ainda a sua actuação a outras actividades no âmbito da Internet.

### A rede AEIOU
Da rede de sites AEIOU, para além do Xekmail e Olhares, fazem parte o Blá. O sistema de chat oferece diferentes salas temáticas e personalizadas - agrupadas por temas, grupos de interesse, idades, cidades e regiões.
A comunidade de bloggers Weblog é uma das principais do AEIOU, alojando alguns milhares de blogues.
O Relvado reúne comunidades de entusiastas do futebol, num ambiente de comentário desportivo feito pelos utilizadores, associando conteúdos profissionais com vários tipos de conteúdo gerado pelos utilizadores.
O Quiosque é um site de notícias, actualidade e informação do AEIOU.
O My Games é um portal sobre videojogos e lifestyle digital. 
A Kitchenet é um site de receitas e dicas culinárias do Grupo Impresa. Relançado em Outubro de 2008 em versão Web 2.0, conta com uma base de dados de alguns milhares de receitas.
A Impresa Direct conta com serviços de envio de Email Marketing e também de Mobile Marketing para uma base de dados 100% opt-in e com um sistema único de crossed validation por email e telemóvel.
O Escape é um site de lazer, tempos livres e turismo do grupo Impresa. Conta com uma parte do conteúdo do jornal Expresso, nomeadamente dos guias "Boa Cama Boa Mesa" e "Cartaz". Em Janeiro de 2009, o Escape foi reformulado ao nível do grafismo e também com a aposta em conteúdos vídeo e visitas 360º de restaurantes e hotéis, além de outras funcionalidades.
O Cupido Online é outra das comunidades do AEIOU, tendo como objectivo proporcionar o encontro entre pessoas através do envio de mensagens.
O Banco de Anedotas é um site de entretenimento com anedotas, associadas por palavras-chave.
O Amizade é uma das comunidades do AEIOU, que tem como objectivo proporcionar o encontro entre pessoas, quer seja para conhecer novas pessoas, fazer novos amigos ou procurar uma companhia especial.